# محمود خير الدين
محمود خير الدين (بالعبرية: מחמוד ח'יר א-דין؛ 28 ديسمبر 1977 – 11 نوفمبر 2018) كان ضابطًا درزيًا-إسرائيليًا في وحدة العمليات الخاصة التابعة لشعبة الاستخبارات العسكرية، برتبة مقدم، وقد قُتل أثناء عملية سرية في خان يونس. بسبب طبيعة عمله السري، ظلت هويته وصورته ومكان دفنه وكل المعلومات الأخرى المتعلقة به طي الكتمان، وممنوعة من التداول لأكثر من ثلاث سنوات بعد مقتله، لذا تم الإشارة إليه في وسائل الإعلام باسم "المقدم م"، وذلك حتى 15 مايو عام 2022، عندما سمحت الرقابة العسكرية في إسرائيل بنشر التفاصيل المتعلقة بهويته. تكريمًا لجهوده في العملية، منح بعد وفاته وسام تقدير رئيس الأركان تقديرًا "لجهوده وتضحيته".

## حياته
وُلِد محمود خير الدين في قرية حرفيش لأبوين ينتميان إلى الطائفة الدرزية هما نذيرة وأحمد خير الدين، وكانت عائلته درزية متدينة، تتكون من ثمانية أطفال  ترعرع في حرفيش، ودرس في المدرسة الداخلية العسكرية التابعة للمدرسة الرئاسية في حيفا. عند تجنيده في الجيش الإسرائيلي، تطوع للانضمام إلى وحدة المظليين، ثُمّ قُبِلَ في وحدة المظليين الخاصة. خضع لدورة تدريبية كمحارب، ودورة ضباط المشاة، ودورة قادة فصائل. بعد انتهاء الدورة، خدم كمدرب في "المدرسة التدريبية رقم 1"، وكقائد فصيل في كتيبة 890، ثم انتقل إلى وحدة خاصة. بالتزامن مع خدمته، درس في المسار الأكاديمي في كلية الإدارة، وكان حاصلًا على شهادة بكالوريوس، ودرجتي ماجستير في إدارة الأعمال والقيادة والسياسة في التعليم. تطوَّع في حركة "ورائي!" (بالعبريّة: "أخراي!") لتشجيع الخدمة العسكرية الهادفة في الجيش الإسرائيلي.

## العملية العسكرية فيخان يونس
في 11 نوفمبر 2018، دخلت وحدة من قوات العمليات الخاصة في الجيش الإسرائيلي إلى منطقة خان يونس في قطاع غزة. كانت القوة الإسرائيلية تسافر متسترة وتظهر كأنّها سيارة محملة بالطعام، تمّ إيقاف السيارة التي تستقلّها القوة الإسرائيلية الخاصة في أحد الحواجز التي أقامها مقاتلو حركة حماس للتفتيش، وبعد أن أثارت السيارة ومن فيها شكوكهم، وصلت إلى الحاجز عناصر إضافية من مقاتلي حركة حماس بقيادة نور بركة، قائد كتيبة خان يونس في حركة حماس. فتحت القوة الإسرائيلية نيرانها على من كان بالمنطقة ساعتها، وذلك كي تتمكّن من الهرب من المكان، وقد أسفر تبادل إطلاق النار عن مقتل سبعة من عناصر حركة حماس، ومن بينهم نور بركة. خلال تبادل إطلاق النار العشوائي، قُتل بالخطأ المقدم محمود خير الدين برصاص جنود الوحدةالسرية الإسرائيلية. كما تُرك مسدسه الشخصي من نوع جلوك في الموقع، وقد انتقل هذا المسدس إلى يحيى السنوار، وعُثرَ عليه في حوزته بعد مقتله.
شنت طائرات سلاح الجو الإسرائيلي هجمات على قوات حماس التي كانت تلاحق جنود هذه الوحدة السرية. وقامت مروحية من نوع يسعور التابعة للسرب 118 في سلاح الجو الإسرائيلي، وعلى متنها مقاتلون وطبيب من الوحدة 669، بإنقاذ أفراد هذه الوحدة السرية، وإعادتهم إلى إسرائيل. ظلت تفاصيل العملية طي الكتمان، لكن الناطق باسم الجيش الإسرائيلي ذكر أن "هدف العملية لم يكن اغتيال، أو اختطاف أحد أفراد حركة حماس". وحسب المعلومات التي صرّحت بها حماس فيما بعد فإنَّ هذه القوّة كانت تتكون من سبعة مقاتلين يتحدثون العربية. وفقًا للتقارير في إسرائيل، كانت العملية تهدف إلى تحقيق "تفوق استخباراتي" ضد حركة حماس. ووفقًا لحماس، كان الهدف من العملية هو اختراق شبكة الاتصال السرية والمشفرة الخاصة بأفرادها، وتمكين إسرائيل من الوصول الكامل إلى الاتصالات بين مستويات القيادة في التنظيم.
في 10 سبتمبر 2019، أُعلِنَ عن أنه سوف يتم تكريم محمود خير الدين بوسام تقدير رئيس الأركان. وفي 22 سبتمبر 2019، منح رئيس الأركان الجنرال أفيف كوخافي الوسام لزوجة محمود خير الدين.
تصف شهادة وسام التقدير التي منحها رئيس أركان الجيش الإسرائيلي لزوجة محمود خير الدين بعد وفاته الظروف التي قُتل فيها كما يلي:
"في تاريخ 3 من كانون الأول 5779 بالتاريخ العبري [11 نوفمبر 2018 الميلادي]، كان المقدم محمود رحمه الله في مهمة مع أفراد طاقمه في منطقة العدو. واجه الطاقم العدو وكانوا في موقف حرج، حيث وقف المقدم محمود بكل حزم وهدوء وشجاعة للدفاع عن زملائه. لاحقًا، ومن خلال المبادرة والسعي للاشتباك مع أفراد العدو، أخذ على عاتقه مسؤولية الدور الأمامي في عملية السيطرة على مقاتلي العدو، وعمل بسرعة البديهة لتحقيق النجاح. قُتل المقدم محمود خلال الاشتباك، وأظهر المقدم محمود رحمه الله من خلال سلوكه التزامًا بالمهمة، ومسؤولية، وقدوة شخصية، وروح الأخوة".
في 14 مايو 2022، سمحت الرقابة العسكرية في الجيش الإسرائيلي بنشر اسمه وصورته، لكنها منعت تقديم أيّة تفاصيل حول هدف العملية التي قُتل فيها، وكذلك أيّة تفاصيل عن عمليات أخرى شارك فيها.
شارك المئات في جنازة خير الدين، ومن بينهم رئيس الدولة، رؤوبين ريفلين، ووزراء في الحكومة الإسرائيلية، وأعضاء من الكنيست، وضباط كبار في الجيش الإسرائيلي. وقد دُفِنَ في المقبرة العسكرية في قريته حرفيش.
ترك المقدم محمود خير الدين وراءه زوجة وطفلين، وكان عمره 40 عامًا عند ومقتله.

## معرض صور

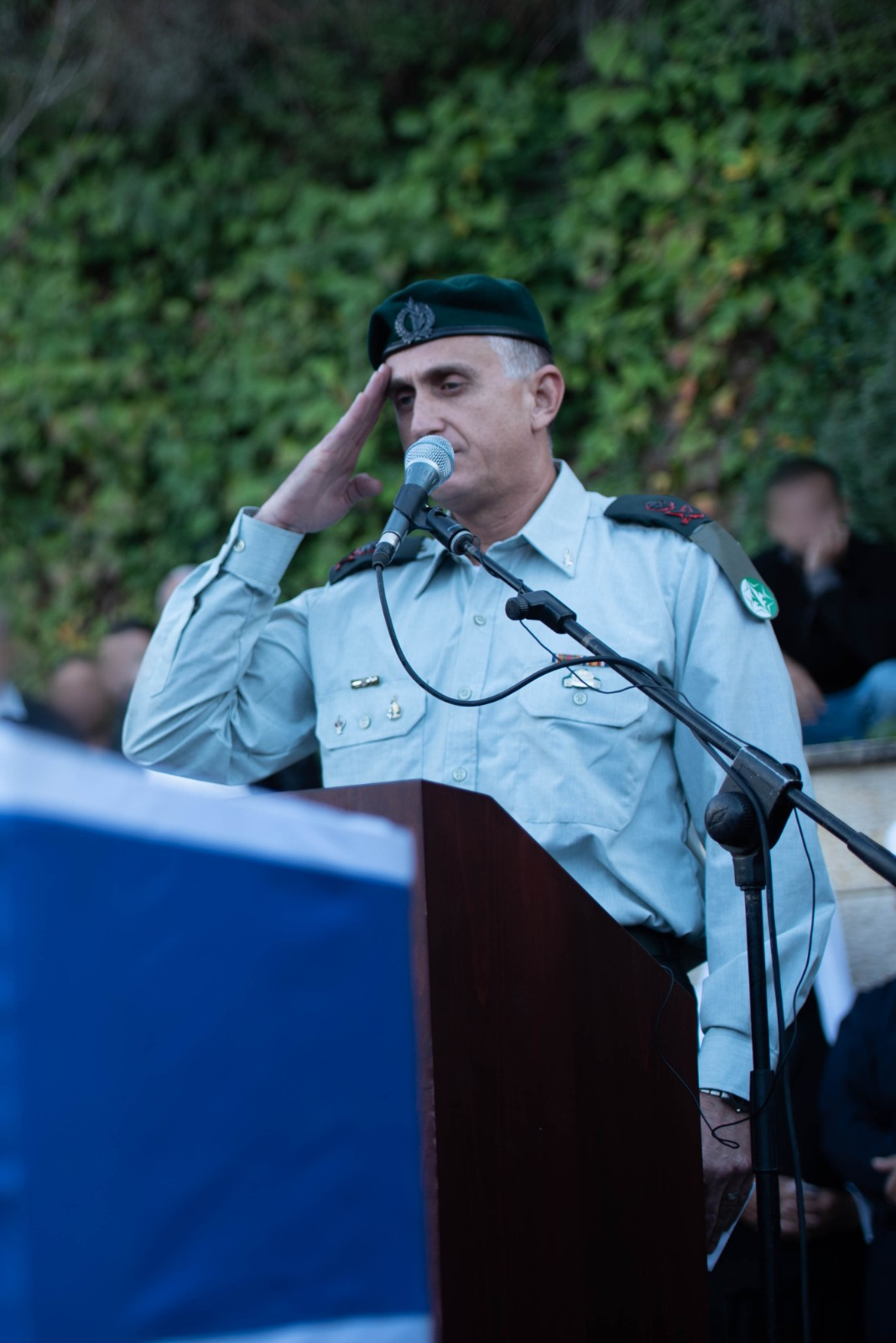
رئيس شعبة الاستخبارات العسكرية، العقيد تامير هيمان، يلقي التحية العسكرية على تابوت محمود خير الدين، في جنازته، 12 نوفمبر، 2018.
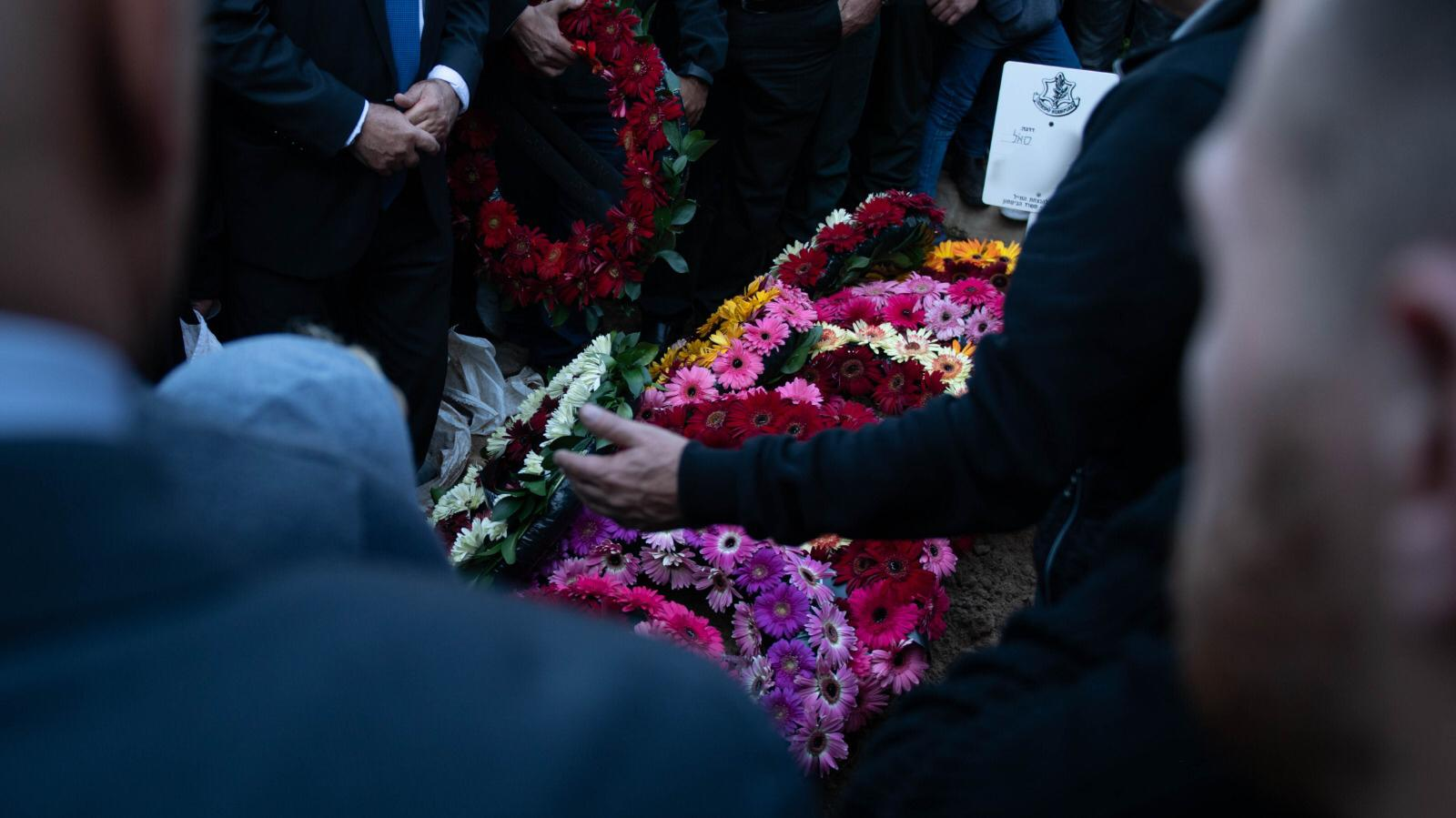
ورود فوق قبر محمود خير الدين، بعد انتهاء مراسيم دفنه.
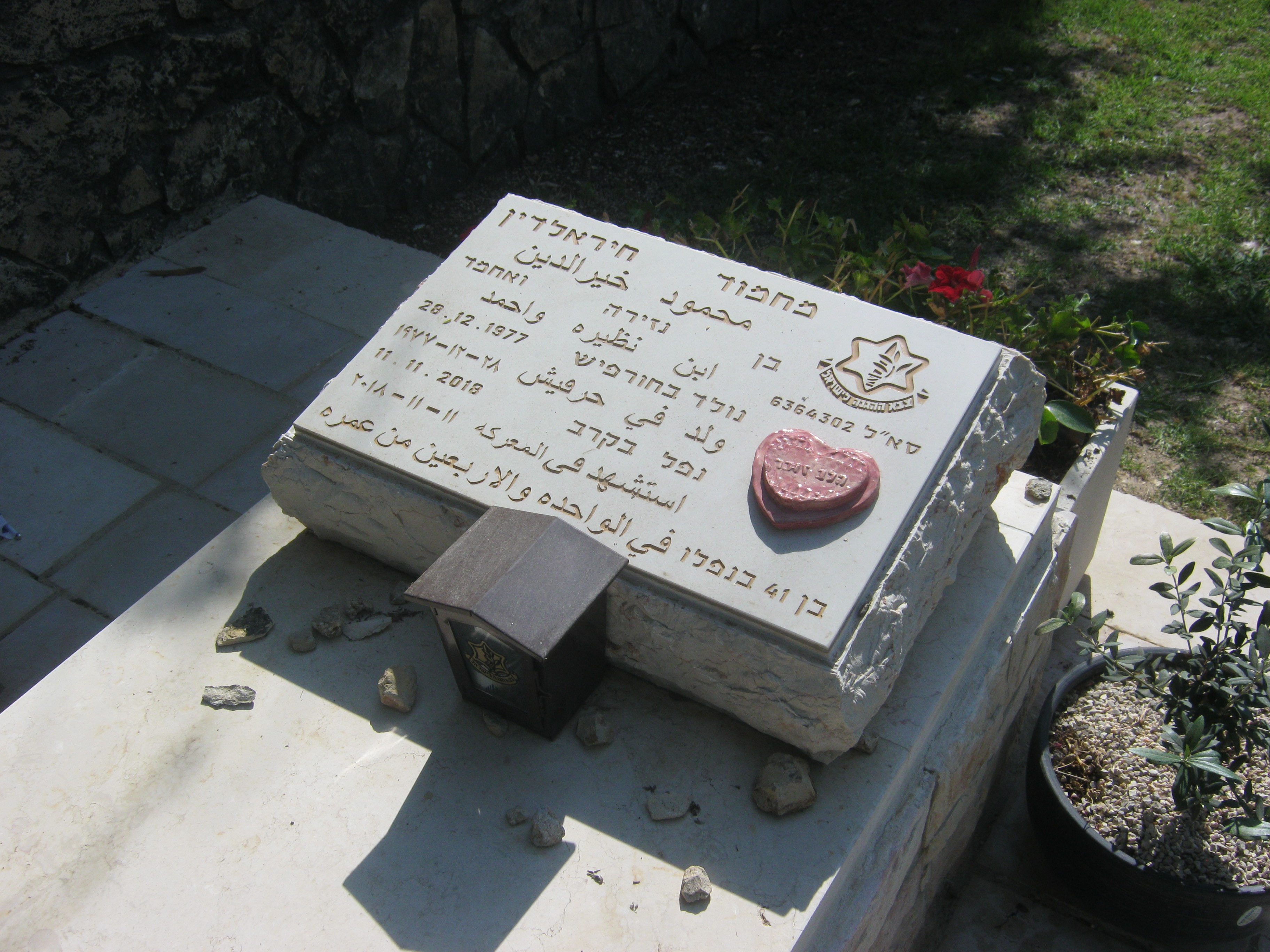
شاهد قبر محمود خير الدين.